# Rio dos Frades
Rio dos Frades är ett vattendrag i Brasilien.   Det ligger i delstaten Rio de Janeiro, i den sydöstra delen av landet, 900 km sydost om huvudstaden Brasília.
Omgivningarna runt Rio dos Frades är huvudsakligen savann. Runt Rio dos Frades är det ganska tätbefolkat, med 62 invånare per kvadratkilometer.